# Usson-du-Poitou
Usson-du-Poitou és un municipi francès situat al departament de la Viena i a la regió de la Nova Aquitània. L'any 2007 tenia 1.320 habitants.

## Demografia

### Població
El 2007 la població de fet d'Usson-du-Poitou era de 1.320 persones. Hi havia 548 famílies de les quals 164 eren unipersonals (64 homes vivint sols i 100 dones vivint soles), 212 parelles sense fills, 128 parelles amb fills i 44 famílies monoparentals amb fills.
La població ha evolucionat segons el següent gràfic:
Habitants censats

### Habitatges
El 2007 hi havia 738 habitatges, 568 eren l'habitatge principal de la família, 109 eren segones residències i 61 estaven desocupats. 715 eren cases i 19 eren apartaments. Dels 568 habitatges principals, 415 estaven ocupats pels seus propietaris, 138 estaven llogats i ocupats pels llogaters i 15 estaven cedits a títol gratuït; 1 tenia una cambra, 48 en tenien dues, 111 en tenien tres, 167 en tenien quatre i 241 en tenien cinc o més. 438 habitatges disposaven pel capbaix d'una plaça de pàrquing. A 253 habitatges hi havia un automòbil i a 229 n'hi havia dos o més.

### Piràmide de població
La piràmide de població per edats i sexe el 2009 era:
| Homes | Edats   | Dones |
| ----- | ------- | ----- |
| 4     | 95 o +  | 8     |
| 4     | 90 a 94 | 32    |
| 8     | 85 a 89 | 52    |
| 20    | 80 a 84 | 32    |
| 44    | 75 a 79 | 36    |
| 60    | 70 a 74 | 48    |
| 68    | 65 a 69 | 48    |
| 32    | 60 a 64 | 44    |
| 32    | 55 a 59 | 28    |
| 36    | 50 a 54 | 32    |
| 44    | 45 a 49 | 28    |
| 60    | 40 a 44 | 64    |
| 36    | 35 a 39 | 56    |
| 32    | 30 a 34 | 24    |
| 12    | 25 a 29 | 28    |
| 32    | 20 a 24 | 20    |
| 24    | 15 a 19 | 56    |
| 68    | 10 a 14 | 28    |
| 28    | 5 a 9   | 32    |
| 20    | 0 a 4   | 28    |

## Economia
El 2007 la població en edat de treballar era de 701 persones, 502 eren actives i 199 eren inactives. De les 502 persones actives 470 estaven ocupades (252 homes i 218 dones) i 32 estaven aturades (16 homes i 16 dones). De les 199 persones inactives 78 estaven jubilades, 48 estaven estudiant i 73 estaven classificades com a «altres inactius».

### Ingressos
El 2009 a Usson-du-Poitou hi havia 560 unitats fiscals que integraven 1.212,5 persones, la mediana anual d'ingressos fiscals per persona era de 15.260 €.

### Activitats econòmiques
Dels 79 establiments que hi havia el 2007, 3 eren d'empreses extractives, 2 d'empreses alimentàries, 1 d'una empresa de fabricació de material elèctric, 5 d'empreses de fabricació d'altres productes industrials, 11 d'empreses de construcció, 14 d'empreses de comerç i reparació d'automòbils, 3 d'empreses de transport, 7 d'empreses d'hostatgeria i restauració, 4 d'empreses financeres, 4 d'empreses immobiliàries, 13 d'empreses de serveis, 7 d'entitats de l'administració pública i 5 d'empreses classificades com a «altres activitats de serveis».
Dels 19 establiments de servei als particulars que hi havia el 2009, 1 era una oficina de correu, 2 oficines bancàries, 1 funerària, 1 taller de reparació d'automòbils i de material agrícola, 2 paletes, 4 guixaires pintors, 2 fusteries, 3 electricistes, 2 perruqueries i 1 restaurant.
Dels 7 establiments comercials que hi havia el 2009, 2 eren botiges de menys de 120 m², 2 fleques, 1 una llibreria, 1 una botiga d'equipament de la llar i 1 un drogueria.
L'any 2000 a Usson-du-Poitou hi havia 78 explotacions agrícoles que ocupaven un total de 5.085 hectàrees.

## Equipaments sanitaris i escolars
El 2009 hi havia 2 farmàcies i 1 ambulància.
El 2009 hi havia 2 escoles elementals.

## Poblacions més properes
El següent diagrama mostra les poblacions més properes.